# Akram al-Hurani
Akram Rashīd Muḥyi al-Dīn al-Ḥūrānī (in arabo أكرم رشيد محيي الدين الحوراني‎?; Hama, 1911 – Amman, 24 febbraio 1996) è stato un politico siriano, ministro della Difesa siriana e vice-Presidente della RAU dal 7-3-1958 al 19-9-1960.
Akram al-Ḥūrānī (più correttamente al-Ḥawrānī), anche indicato talora come El-Hourani o Howrani, fu un politico di primo piano della storia contemporanea della Siria, dal momento che contribuì con altri a dar nascita al partito politico panarabo del Baʿth (ossia della "Risurrezione araba").

La sua influenza nella vita politica siriana comincia negli anni quaranta, fino a quando, nel 1963, egli fu costretto all'esilio. Occupò diverse importanti funzioni pubbliche, inclusa quella di Ministro della Difesa e di vice-Presidente della Repubblica Araba Unita.

## Gioventù
La famiglia di al-Ḥūrānī discendeva dalla tribù araba dei Banū al-Halqiyyin, e si trasferì da Hama (Siria centrale) a Jasim, nel sud della regione del Hawran. Akram al-Ḥūrānī nacque in questa città e crebbe in un ambiente economicamente modesto. Studiò a Hama e a Damasco prima d'iscriversi nella Facoltà di Medicina dell'Università dei Gesuiti nel 1932. Fu però costretto a lasciare gli studi poco dopo, in quanto implicato nell'assassinio dell'ex Presidente siriano Ṣubḥī Barakāt.
Nel 1936 s'immatricolò nella Scuola di Legge di Damasco e divenne membro del Partito Nazionalista Sociale Siriano che però abbandonò nel 1938, tornando a Hama per praticare la professione di avvocato. Qui aderì all'Ḥizb al-Shabāb (Partito dei Giovani), fondato da un suo cugino.
La provincia di Hama, nella prima parte del XX secolo era caratterizzata da un forte feudalesimo, con latifondisti che erano proprietari della massima parte delle terre. Essi esercitavano un completo controllo dei contadini, spalleggiati dalla loro milizie mercenarie. Al-Ḥūrānī progettò di attaccare questo sistema iniquo e si batté per una riforma agraria, cosa che gli fruttò un grande consenso popolare a Hama e nella sua provincia. Nel 1943 fu infatti eletto deputato al Parlamento siriano: seggio che conservò nelle elezioni del 1947, 1949, 1954 e 1962.
Fu difendendo gli ideali di giustizia sociale nella sua città e nella sua provincia che al-Ḥūrānī divenne famoso. Era anche un convinto sostenitore degli ideali nazionalistici arabi e guidò a Baghdad una manifestazione in sostegno del colpo di Stato di Rashid Ali al-Kaylani in Iraq del 1941. Nel 1948 comandò gruppi armati che attaccarono i sionisti degli insediamenti nella Palestina mandataria.

### Avvicinamento al potere
Nel 1950 al-Ḥūrānī dette come nuovo nome al suo partito politico quello di Partito socialista arabo. A quel punto, sostiene Batatu, "esso contava non meno di 10 000 aderenti ed era in grado di attrarre almeno altre 40 000 persone delle campagne allorché convocò ad Aleppo in quell'anno il primo Congresso Contadino nella storia siriana".